# Bacillus megaterium
Bacillus megaterium (лат.) (после 2020 года — Priestia megaterium) — вид грамположительных палочковидных бактерий, используемых в составе биоудобрений в сельском хозяйстве и садоводстве. Это одна из крупнейших бактерий, которые можно найти в почве.
Группы этой бактерии часто встречаются цепочками, где клетки связаны полисахаридами на клеточных стенках. B. megaterium способен выживать в некоторых экстремальных условиях, например, в условиях пустыни, благодаря образованию спор. Иногда эта конкретная бактерия также может быть найдена на общих поверхностях, которые соприкасаются.
Первый обнаруженный продуцент биопластика — полигидроксибутирата — с содержанием последнего до 44% от сухой массы.
Бактерии этого вида редко могут вызывать менингит, раневые инфекции и быть источником бактериемии.

## Использование в промышленности
B. megaterium производит фермент пенициллинамидазу, используемый для производства пенициллина. Он также производит ферменты для модификации кортикостероидов и несколько аминокислот дегидрогеназы; является одним из создателей биосинтеза кобаламина.
| Продукт/использование        | Комментарии                                                             |
| ---------------------------- | ----------------------------------------------------------------------- |
| α-амилазы                    | Может заменить пуллуланазы                                              |
| β-амилазы                    | Хлебопечение                                                            |
| Хитозаназы                   | Лизис клеточных стенок дрожжей                                          |
| Глюкозодегидрогеназы         | Производство НАДФ/НАДФ-H, измерение уровня глюкозы в крови              |
| Протеазы                     | Кожевенная промышленность                                               |
| Производство оксетаноцина    | Ингибирование ВИЧ, вируса гепатита B, цитомегаловируса, вирусов герпеса |
| Синтез новых антибиотиков    | Бета-лактамазы (пенициллины)                                            |
| Очистка от токсичных отходов | Гербициды                                                               |
| Продукция витамина B12       | В аэробных и анаэробных условиях                                        |